# Brevet de technicien supérieur - Technico-commercial
En France, le BTS technico-commercial/BTSA technico-commercial a pour objectif de former des commerciaux exerçant leurs activités dans les entreprises industrielles ou de commerce de gros distribuant ou achetant des produits industriels. Il se caractérise donc par la mise en œuvre d'une double compétence :
- d'une part une connaissance des processus de fabrication et un savoir-faire technique ;
- d'autre part une connaissance des mécanismes économiques et un savoir-faire commercial.

Il est accessible aux bacheliers STMG, STAV, STI2D ou encore STL. Les bacheliers S, ES et certains bacheliers professionnels (Vente, ELEEC, SEN, MEI, etc.) peuvent aussi s'intégrer avec succès dans cette filière de formation. 
Le programme du BTS technico-commercial reflète bien cette double compétence puisque le cursus se partage entre un enseignement industriel (outils de communication technique, technologie des solutions constructives, exigences essentielles des solutions techniques, gestion de projet...) et un enseignement commercial (développement de clientèle, communication-négociation, management, gestion de projet technico-commercial...). Ces deux pôles sont complétés par un enseignement général de culture générale, communication, langue, environnement économique et juridique.
Il existe plus de 18 options en BTS technico-commercial : 
- Agroalimentaire
- Bois matériaux et dérivés
- Commercialisation de biens et services industriels
- Domotique et environnement technique du bâtiment
- Emballage et conditionnement
- Énergie et environnement
- Énergie et services
- Equipements et systèmes
- Habillement et ameublement
- Matériaux du bâtiment
- Matériel agricole et travaux publics
- Matériel de levage et de manutention
- Mesure industrielle et traçabilité
- Nautisme et services associés
- Produits mode et sport
- Textiles industriels
- Véhicules industriels et équipements automobiles
- Vente de matériels et d'équipements d'aide à l'autonomie des personnes dépendantes

Les étudiants réalisent un projet technico-commercial en partenariat étroit avec une entreprise et effectuent 14 semaines de stage.
À l'issue de sa formation, le technico-commercial peut postuler pour des emplois variés et débute souvent comme vendeur/négociateur itinérant ou sédentaire avant d'évoluer après quelques années d'expérience sur des postes de responsable secteur, commercial grand compte ou encore ingénieur commercial. Le diplômé peut également poursuivre ses études et est incité à le faire avec le schéma LMD : 
- Licences professionnelles en IUT (Commercialisation de Produits et Services Industriels, Marketing et management de la vente directe, Commerce et Distribution, etc.)
- Licence générale (Économie-gestion principalement) avec souvent une admission en 2e année de Licence
- Classe préparatoire ATS voie économie-gestion (en 1 an pour l'intégration en grande école de commerce)
- Bachelors en école de commerce (souvent des titres RNCP)